# Gaal (Oostenrijk)
Gaal is een gemeente in de Oostenrijkse deelstaat Stiermarken.
Gaal telt 1376 inwoners.

## Geografie

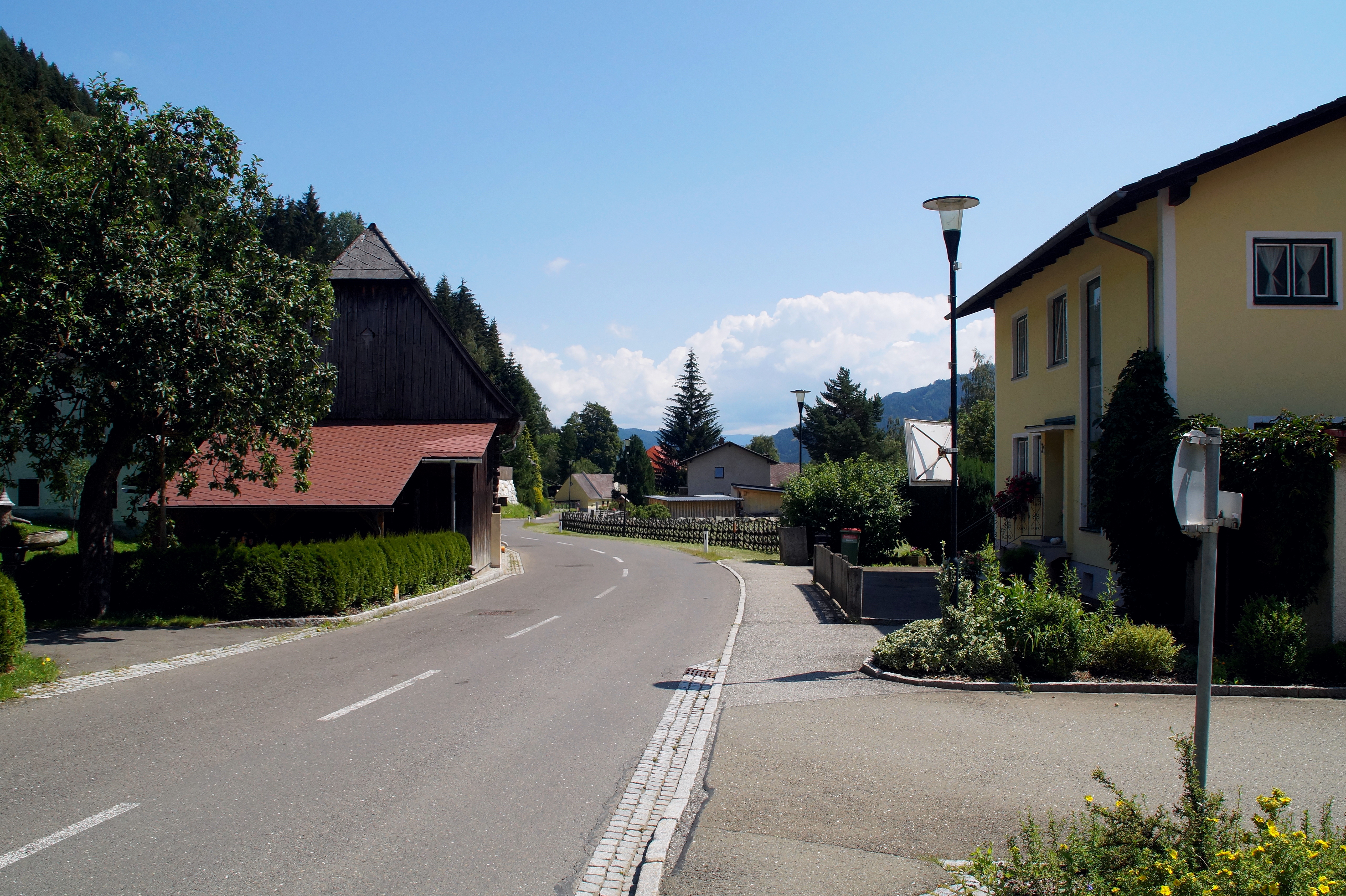
Gaal

Gaal ligt zo'n 14 km noordwesten van Knittelfeld. De gemeente omvat de dalen van de Gaalbeek en de Ingeringbeek, het Pletzen gebergte en de zuidkant van de Seckauer alpen. De hoogste toppen zijn de Geierhaupt (2417 m), de Hochreichart (2416 m), de Seckauer Zinken (2397 m) en de Pletzen (2345 m). Het diepste punt ligt in het zuidoosten waar de Ingeringbeek de gemeente verlaat (750 m).
De oppervlakte van de gemeente bedraagt 19.735 hectare waarvan 10.987 ha. woud, 2.467 ha. bergweiden, en 1911 ha. landbouwgrond.

## Woonkernen
- Bischoffeld (292 inwoners)
- Gaal (119 inwoners)
- Gaalgraben (120 inwoners)
- Graden (275 inwoners)
- Ingering II (263 inwoners)
- Puchschachen (163 inwoners)
- Schattenberg (144 inwoners)

## Geschiedenis
Rond 760 wordt in Ingering een kerk gebouwd door bisschop Modestus. In 860 schenkt de Keizer een stuk grond aan de Ingering aan de aartsbisschop van Salzburg (het huidige dorp Bischoffeld). Tussen de zesde en de achtste eeuw zijn slavische boeren van Aichfeld tot diep in Ingeringgraben en Gaal doorgedrongen. De naam Gaal is waarschijnlijk afgeleid van het oudslavische woord "triglavja'', weg naar de berg "Triglav" in het huidige Slovenië. De naam wordt voor het eerst gebruikt in 1171 in een oorkonde voor de abdij Seckau.
Rond 1260 laat bisschop Bernhard van Seckau het slot Wasserberg bouwen.
In 1480 wordt de kerk in Gaal door de Turken verwoest.
In 1820 wordt de kerk en een groot deel van het dorp door brand verwoest.
Gaal maakte deel uit van het district Knittelfeld tot dit op 1 januari fuseerde met het district Judenburg tot het huidige district Murtal.

## Bezienswaardigheden
- Ingeringsee: een bergmeer in het Ingeringdal.
- Slot Wasserberg.

## Partnergemeente
- Gyenesdiás, Hongarije

## Geboren in Gaal
- Rudolf Mitteregger (1944-2024), wielrenner

Stadsgemeenten:
Judenburg · Knittelfeld · Spielberg · Zeltweg

Marktgemeenten:
Kobenz · Obdach · Pöls-Oberkurzheim · Pölstal · Seckau · Unzmarkt-Frauenburg · Weißkirchen in Steiermark

Overige gemeenten:
Fohnsdorf · Gaal · Hohentauern ·  Lobmingtal ·  Pusterwald · Sankt Georgen ob Judenburg · Sankt Marein-Feistritz · Sankt Margarethen bei Knittelfeld · Sankt Peter ob Judenburg
- Gemeinsame Normdatei: 4591227-0
- Virtual International Authority File: 241867432
- WorldCat: E39PCjw7vwm4GgQ4XmwW6Mwq6X